# Exidia
Exidia Fr. (kisielnica) – rodzaj grzybów z rodziny uszakowatych.

## Systematyka i nazewnictwo
Pozycja w klasyfikacji: Auriculariaceae, Auriculariales, Auriculariomycetidae, Agaricomycetes, Agaricomycotina, Basidiomycota, Fungi według Index Fungorum.
Takson utworzył Elias Fries w 1822 r. Synonimy łacińskie: Spicularia Chevall., Tremellochaete Raitv., Ulocolla Bref.
Polską nazwę nadał Władysław Wojewoda w 1998 r., wcześniej w polskim piśmiennictwie mykologicznym rodzaj ten opisywany był jako kisielec.

## Charakterystyka
Nadrzewne grzyby saprotroficzne rosnące na drewnie drzew liściastych i iglastych (w zależności od gatunku). Rosną głównie na powierzchniach cięcia, ale też na opadłych gałęziach w lasach, parkach, czy przy drogach. Powodują białą zgniliznę drewna. Grzyby te pojawiają się gromadnie przez cały rok, szczególnie chętnie w okresach dużej wilgoci. Owocniki o powierzchni nieregularnej, pofałdowanej na kształt zwojów mózgowych; miękkawe, galaretowate, po wyschnięciu rogowato skurczone. Hymenium z gruczołkowatymi brodaweczkami. Owocniki przyrastają do podłoża bez pośrednictwa trzonu. Wysyp zarodników: biały, nieamyloidalny. Zarodniki cylindryczne i zakrzywione, gładkie, bez pory rostkowej. Podstawki podzielone wzdłuż.
Gatunki występujące w Polsce:
- Exidia badioumbrina (Bres.) Neuhoff 1936 – kisielnica drobna
- Exidia cartilaginea S. Lundell & Neuhoff 1935 – kisielnica dwubarwna
- Exidia glandulosa (Bull.) Fr. 1822 – kisielnica trzoneczkowa
- Exidia nigricans (With.) P. Roberts 2009 – kisielnica czarniawa
- Exidia recisa (Ditmar) Fr. 1822 – kisielnica wierzbowa
- Exidia repanda Fr. 1822 – kisielnica krążkowata
- Exidia saccharina Fr. 1822 – kisielnica karmelowata
- Exidia thuretiana (Lév.) Fr. 1874 – kisielnica biaława
- Exidia umbrinella Bres. 1900 – kisielnica czerwonawa
- Exidia villosa Neuhoff 1935 – kisielnica kosmata

Nazwy naukowe na podstawie Index Fungorum. Uwzględniono tylko gatunki zweryfikowane. Wykaz gatunków i nazwy polskie według W. Wojewody.

## Galeria

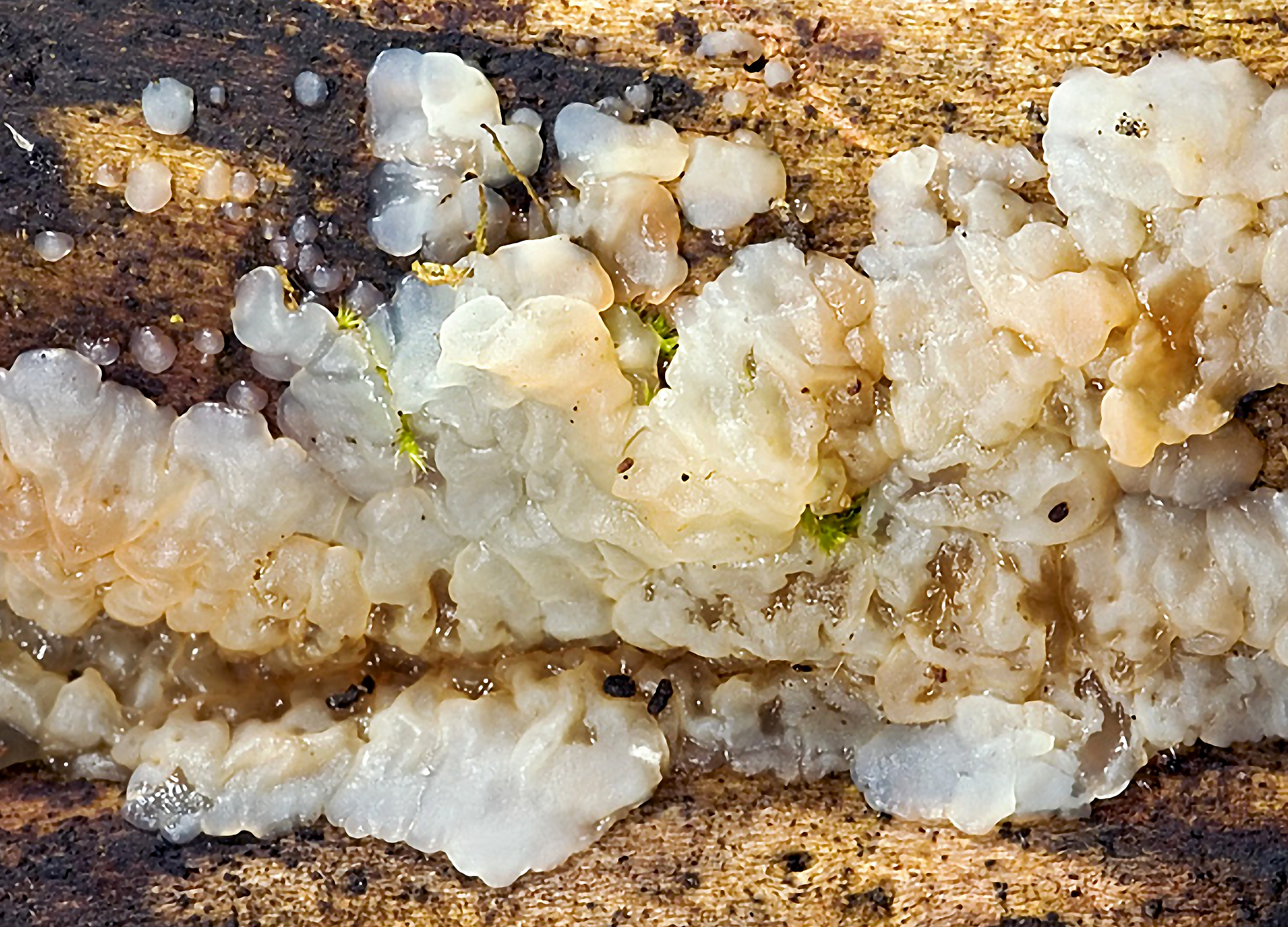
Kisielnica biaława
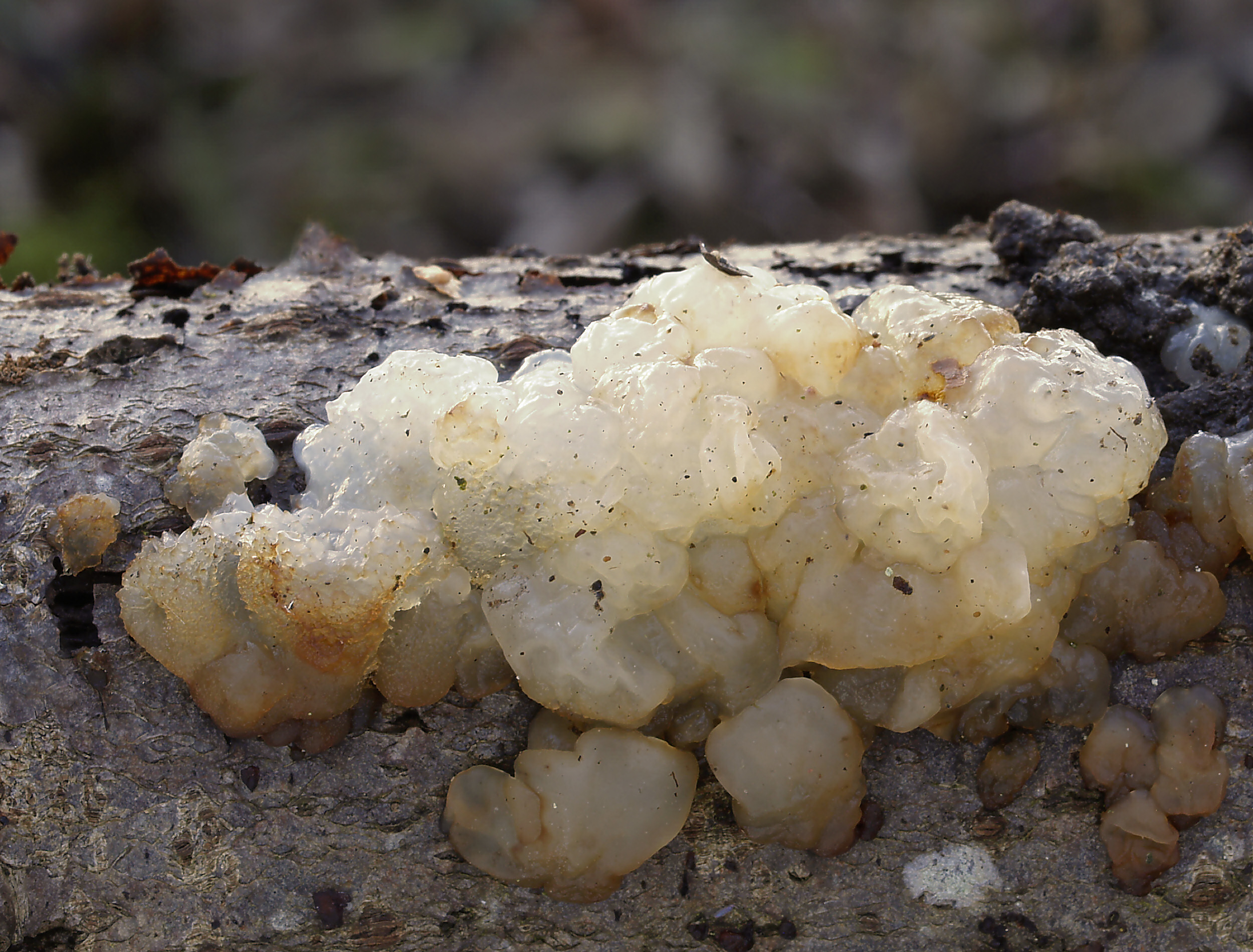
Kisielnica dwubarwna
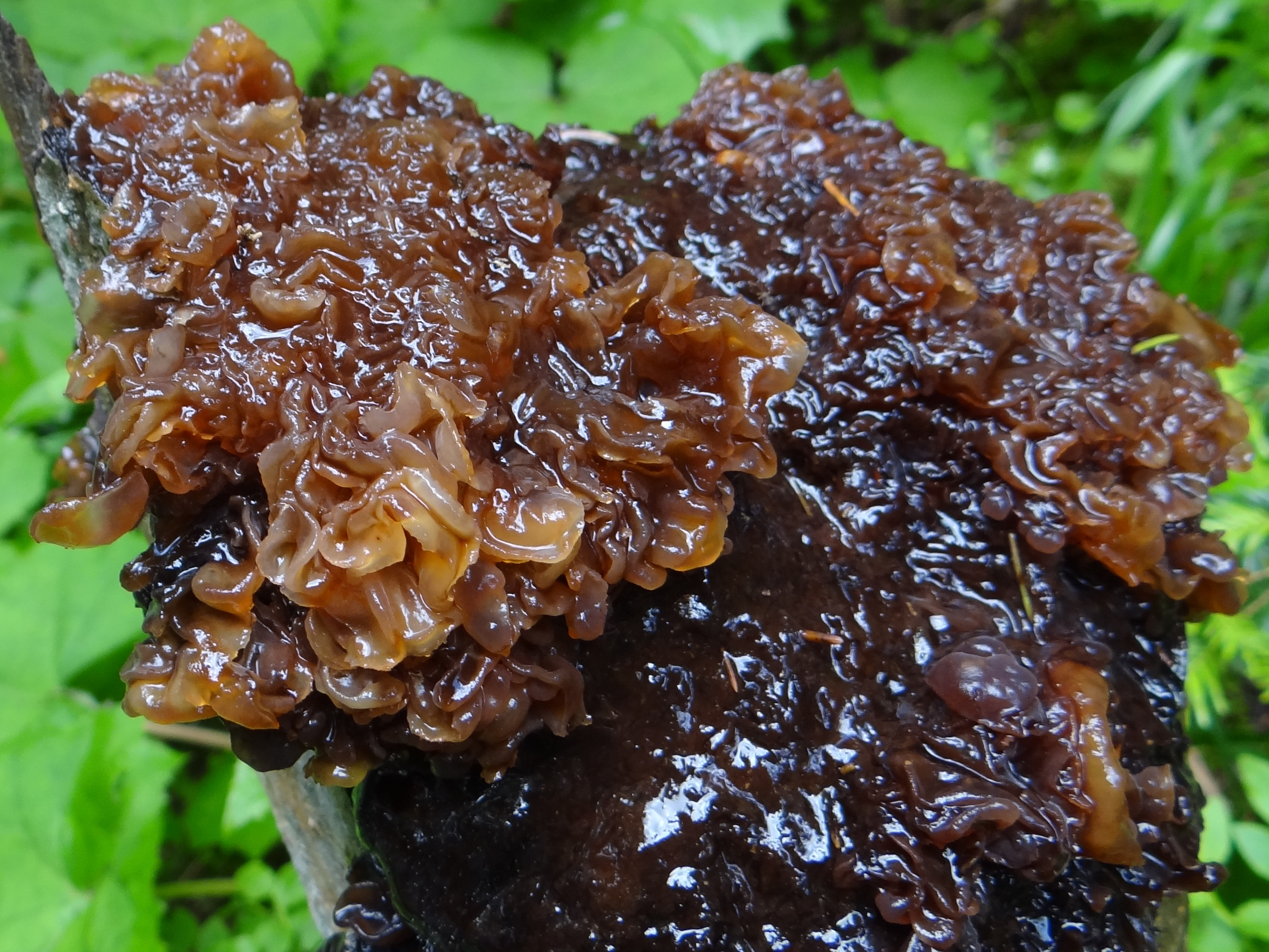
Kisielnica karmelowata
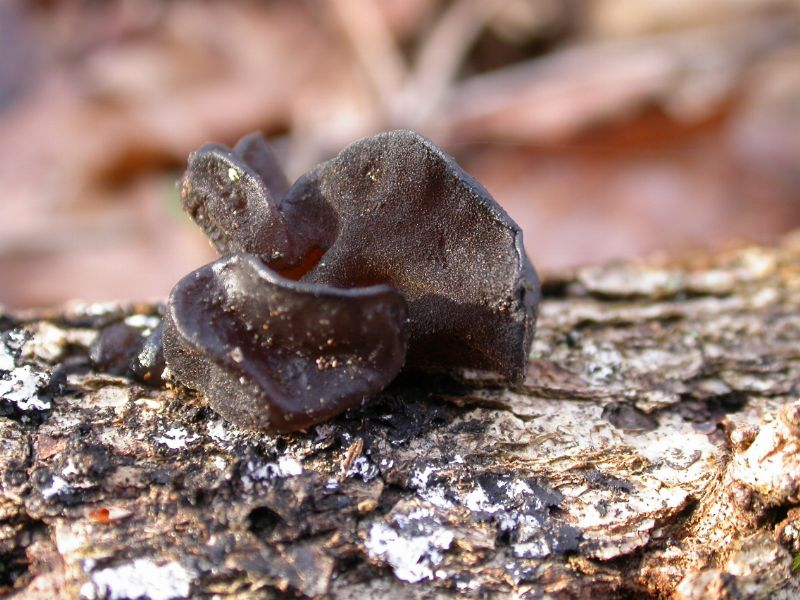
Kisielnica trzoneczkowa
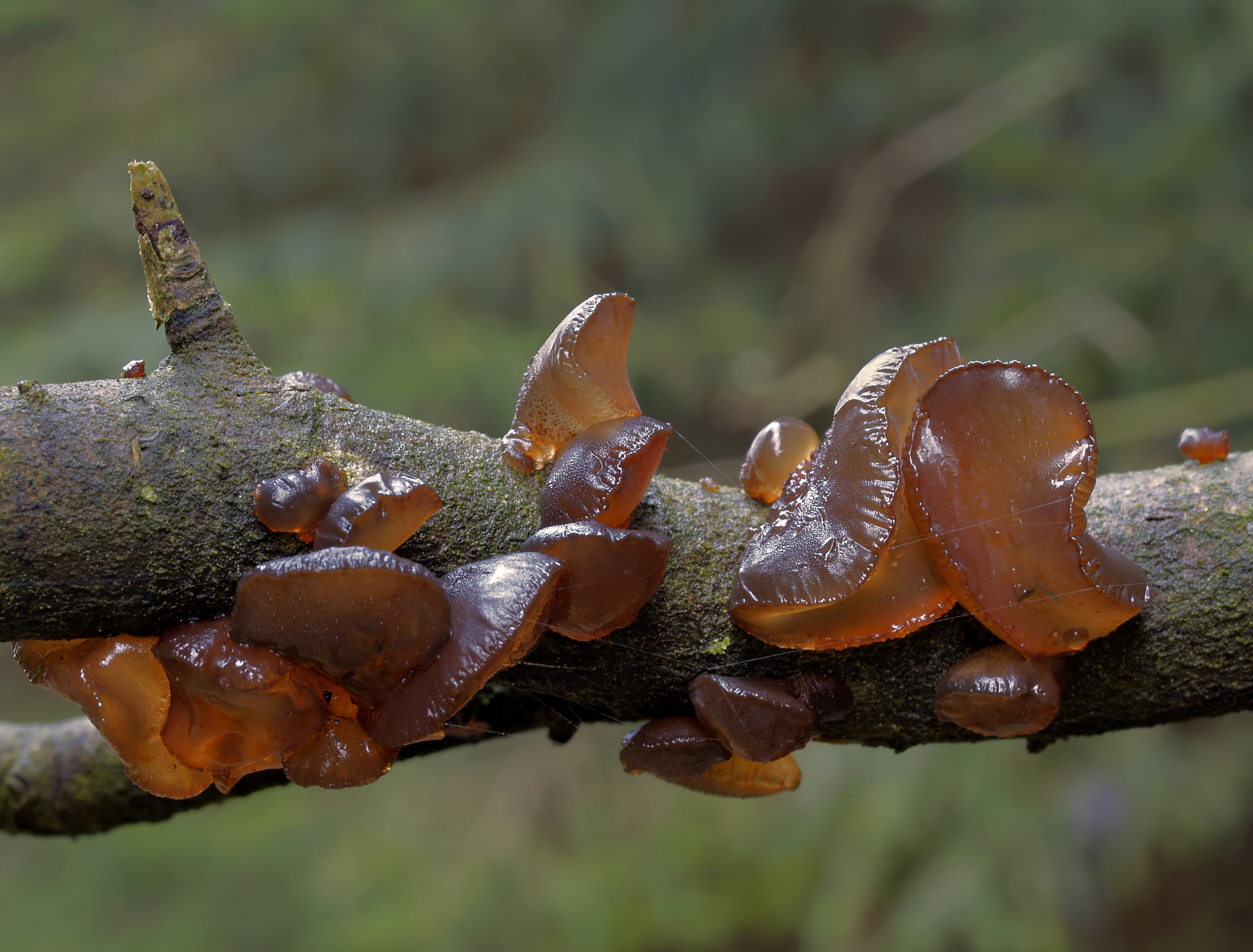
Kisielnica wierzbowa